# 'Adi ibn Hatim
ʿAdī ibn ʿAbd Allāh ibn Saʿd ibn Ḥātim al-Ṭāʾī (... – 687-8) è stato un Sahaba.
Figlio di Ḥātim al-Ṭāʾī - sayyid della tribù dei B. Ṭayy e poeta cristiano famoso per la sua eccezionale generosità, diventata letteralmente proverbiale nella cultura arabo-islamica - ʿAdī al-Ṭāʾī (in arabo عدي بن حاتم الطائي‎?) si convertì all'Islam, partecipando a vari fatti d'arme, quali la conquista della Mesopotamia.
Coinvolto forse nell'assassinio del califfo ʿUthmān b. ʿAffān, prese parte nelle file di ʿAlī alla battaglia del Cammello (656), in cui perse un occhio.
Combatté poi a Siffīn, in cui furono uccisi tre dei suoi figli. Ritiratosi a Kufa (allora capitale califfale), difese quanti nella sua tribù avevano come lui sposato la causa alide, resistendo alle forti pressioni esercitate dal Wali d'Iraq, Ziyād b. Abī Sufyān, fratello "adottato" del califfo omayyade Muʿāwiya b. Abī Sufyān. Morì nel 687-88.